# 프랭크 크레이븐

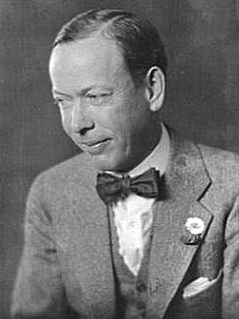

프랭크 크레이븐(John Francis Craven, 1881년 8월 24일 ~ 1945년 9월 1일)은 미국의 배우, 리브레토 작가, 각본가, 극작가, 연극 배우, 영화배우, 영화 프로듀서, 무대 연출가, 작사가이다.
보스턴에서 태어났으며 베벌리힐스에서 사망하였다.

## 도서
- The First Year: A Comic Tragedy of Married Life

## 영화
- 마이 베스트 갤 (1944년)
- 드라큐라의 아들 (1943년)
- 인 디스 아워 라이프 (1942년)
- 우리 읍네 (1940년)
- 애너폴리스 페어웰 (1935년)
- 바르바리 해안 (1935년)
- 첫 항해 (1933년)
- 사막의 아들 (1933년)
- 어느 박람회장에서 생긴 일 (1933년)